# 金的
金的（きんてき）とは、主に武道や格闘技において性器あるいは性器を暗示する下腹部を指す言葉である。
金的は睾丸の俗語である「金玉」の隠語として捉えられることが多いが、必ずしも男性器のみを指すわけではない。
「とりわけ価値あるもの、極めて大切な部位」という意味があり、女性の下腹部を指す場合もある。
金的とは本来は弓道で用いられる金色の的のことである（的 (弓道) を参照）。
金的への攻撃は金的攻撃（きんてきこうげき）と呼ばれ、男性への攻撃においては玉攻め（たまぜめ）との別名もある。
また、金的への蹴りは金的蹴り（きんてきげり）と呼ばれる。

## 説明
男女問わず金的は急所である。男性の場合は、特に睾丸に衝撃を受けると激しい苦しみを味わうことになる。女性や子供でも、睾丸に的確に攻撃を当てれば大人の男性でも悶絶し行動不能に陥る。
女性の場合は、特に恥骨に衝撃を受けると激しい痛みを味わうことになる。恥骨に的確に攻撃が決まれば、女性同士や子供でも相手の女性を卒倒させ、戦意喪失させることもある。恥骨を包含する金的への攻撃は有効ではあるが、倫理面から実戦で用いられることは稀である。
多くの武道・格闘技では、金的への攻撃は、①生殖保全、②尊厳保護、③品位保持といった観点から、禁止・反則とされている。
競技中の偶発的接触等による金的への衝撃から選手を守るため、金的への衝撃を吸収・緩和する防具の着用が多くの団体で義務化されている。この防具は男性はファウルカップ、女性はアブスメントガードと一般的に呼ばれ、男女の身体に適した形状となっている。
金的蹴りは人体の急所である睾丸を足の甲または膝頭で蹴り上げる。金的は護身術として有効な手段であり、さまざまな武道・護身術で取り入れられている。金的蹴りは蹴り技の中でも比較的単純な動作であるため、短時間で習得できる。警察や地方自治体での護身練習でも、効果的な反撃法として金的蹴りが積極的に導入されていたが、過剰防衛と判断される可能性もある上に、相手を逆上させる可能性が高くハイリスクであるため、現在では推奨されていない。
男女問わず股間への攻撃として金的という言葉が用いられることもある。